# Aleksander-Brückner-Zentrum für Polenstudien
Das 2012 gegründete Aleksander-Brückner-Zentrum für Polenstudien widmet sich der interdisziplinären Erforschung polnischer Staatlichkeit, Gesellschaft, Sprache und Kultur. Es ist ein kooperatives Projekt der Martin-Luther-Universität Halle-Wittenberg und der Friedrich-Schiller-Universität Jena, das durch die Stiftung für deutsch-polnische Zusammenarbeit, die Deutsch-Polnische Wissenschaftsstiftung und den Deutschen Akademischen Austauschdienst gefördert wird. Das Aleksander-Brückner-Zentrum steht in intensivem Austausch mit zahlreichen wissenschaftlichen Institutionen in Polen sowie den Ländern, die historisch und gegenwärtig eng mit Polen verbunden sind. In Halle (Saale) und Jena vermittelt der Master-Studiengang „Interdisziplinäre Polenstudien“ sprachliche und landeskundliche Kenntnisse an Studierende unterschiedlicher Fachrichtungen. Das Zentrum wirkt durch ein wissenschaftliches und kulturelles Angebot in die breitere Öffentlichkeit hinein.

## Forschungsschwerpunkte
Plurale Polonität: Sprachen, Gesellschaften und Kulturen
Der Ausgangspunkt dieses Forschungsfeldes ist die Frage danach, was, wann und wo Polen beziehungsweise polnisch war und ist. Es ist das Anliegen des Zentrums, Polen im Plural zu denken. Dabei wird die Polonität auch jenseits der staatlichen Grenzen Polens in der Diaspora und in der Emigration untersucht. Auf Grundlage dieser Erwägungen kristallisieren sich folgende miteinander verflochtene Kernthemen heraus:
- ethnisch-religiöse Vielfalt
- Mehrsprachigkeit und Sprachkontakte
- Rechtspluralismus und Rechtskonkurrenz

Der Ansatz, Polen im Plural zu denken, erfordert von den Forschenden auch methodische Pluralität. Daher werden in der Forschungsarbeit des Zentrums methodische Ansätze und Denkweisen verschiedener mit Polen befasster Disziplinen integriert und in fächerübergreifender Zusammenarbeit erforscht.
Konfigurationen und Rekonfigurationen von Gemeinschaft und Gesellschaft
Das Forschungsfeld geht von der Tatsache aus, dass die geographischen und politischen Räume, in denen sich die polnische Geschichte abspielte, vielfach variierten. Daher lässt sich polnische Geschichte nicht einfach als eine Nationalgeschichte innerhalb mehr oder weniger stabiler Grenzen erzählen. Sie war stets auch die Geschichte sprachlich bzw. ethnisch nicht-polnischer Gemeinschaften, die ungeachtet ihrer jeweiligen Besonderheit integrativer Bestandteil Polens waren. Das Forschungsfeld Konfigurationen und Rekonfigurationen fragt daher, was im einzelnen Fall polnische Gesellschaft ausmachte bzw. ausmacht. Wie konfiguriert sie sich infolge politischer Umbrüche, Grenzverschiebungen und Migrationen immer wieder neu? Welche kleineren Alternativen sozialer, politischer, ökonomischer, religiöser und sprachlicher Art tun sich auf? Ein wichtiges Feld zur Reflexion dieser Fragen sind lokale und regionale Gemeinschaften, an deren Beispiel sich Rekonfigurationen von Bevölkerung, sozialer Struktur, Kultur und Sprache tiefenscharf nachvollziehen lassen. Im Mittelpunkt des Interesses stehen die variierenden Räume, Kontexte und Orientierungen polnischer Geschichte und Kultur aus dem Blickwinkel sozialer Interaktion. Eine wichtige Rolle spielt in diesem Zusammenhang die Reflexion und Integration unterschiedlicher narrativer Leitkategorien, etwa Klasse, Gender, Religion oder Nation.
Polen in seinen europäischen und internationalen Verflechtungen
Das Forschungsfeld geht von der historischen und gegenwärtigen Mittellage Polens in Europa aus und reflektiert Phänomene wie Migration und ökonomisch-kommunikative Globalisierung. Damit wird die fest etablierte bilaterale Untersuchung der deutsch-polnischen Beziehungen um die Erforschung der vielfältigen europäischen und internationalen Verflechtungen Polens in Geschichte und Gegenwart erweitert. Die Forschung orientiert sich an übergeordneten Fragestellungen und versucht, unterschiedliche nationale Perspektiven zu integrieren. Besonderes Interesse gilt den östlichen Nachbarn Polens, insbesondere der Ukraine, Litauen und Belarus, deren intensive historische, kulturelle und sprachliche Verflechtungen mit Polen sich bis heute auf vielfältige Weise manifestieren. Darüber hinaus richtet sich der Blick auf Israel und die jüdische Diaspora im anglo-amerikanischen Raum.
Publikationen
Das Aleksander-Brückner-Zentrum für Polenstudien gestaltet seit 2015 die interdisziplinäre Buchreihe Polen: Kultur – Geschichte – Gesellschaft / Poland: Culture – History – Society im Wallstein Verlag, in der wissenschaftliche Texte und Analysen, perspektivisch auch Quellen, zu Kultur, Geschichte und Gesellschaft Polens erscheinen.

## Studiengang
Das Aleksander-Brückner-Zentrum hat 2013 den Master „Interdisziplinäre Polenstudien“ ins Leben gerufen, ein gemeinsam konzipiertes Studienangebot der Martin-Luther-Universität Halle-Wittenberg und der Friedrich-Schiller-Universität Jena. Er ist als zweijähriger Masterstudiengang angelegt und vermittelt kulturwissenschaftlich-landeskundliche Kenntnisse sowie Einblicke in die Forschungsperspektiven verschiedener Disziplinen. Im Laufe des Studiums lernen die Studierenden interdisziplinäre Fragestellungen kennen und eignen sich Fachkenntnisse in einer bestimmten Disziplin an. Das Erlernen des Polnischen ist konstitutiver Bestandteil des Studienprogramms. Eine Mischung aus Pflicht- und Wahlpflichtveranstaltungen ermöglicht eine persönliche Schwerpunktbildung ebenso wie den fächerverbindenden, problemorientierten Gedankenaustausch. Ein Studiensemester an einer polnischen Universität dient dazu, Sprach- und Landeskenntnisse zu vertiefen. Ein Praktikum in einer sozialen, kulturellen oder wissenschaftlichen Institution oder auch in einem Wirtschaftsunternehmen bietet eine erste berufliche Orientierung.

## Veranstaltungen
Das Aleksander-Brückner-Zentrums konzipiert Veranstaltungen sowohl für ein wissenschaftliches Fachpublikum als auch für eine breitere interessierte Öffentlichkeit. Zu den wissenschaftlichen Veranstaltungen zählen regelmäßig stattfindende Forschungskolloquien, Konferenzen, Workshops und Vortragsreihen, perspektivisch auch Sommerschulen. Für Studierende werden neben dem regulären Studienprogramm auch themenorientierte Exkursionen nach Polen angeboten. In die breitere Öffentlichkeit wirkt die Ringvorlesung „Was Sie schon immer über Polen wissen wollten (oder sollten)“ sowie eine polnische Filmreihe in Halle und in Jena, die in Kooperation mit dem Polnischen Institut Leipzig, dem Imre Kertész Kolleg Jena, den Programmkinos Puschkino in Halle und dem Kino im Schillerhof in Jena stattfindet.

## Mitglieder des Zentrums
Der Kreis der Mitglieder des Aleksander-Brückner-Zentrums besteht überwiegend aus Wissenschaftlern, die an den Universitäten Halle, Jena und Leipzig sowie an Forschungsinstitutionen in der Region tätig sind. Aus der Perspektive unterschiedlicher Disziplinen beschäftigen sie sich in Forschung und Lehre mit Themen der polnischen Geschichte und Gegenwart. In enger Kooperation mit den Mitgliedern entwirft und realisiert das Aleksander-Brückner-Zentrum Forschungsprojekte, Lehrveranstaltungen und ein öffentliches Programm. Die fachliche Vielfalt des Mitgliederkreises begünstigt die trans- und interdisziplinäre Diskussion.

## Förderer und Kooperationen
Das Aleksander-Brückner-Zentrum für Polenstudien wird von der Martin-Luther-Universität Halle-Wittenberg, der Friedrich-Schiller-Universität Jena, der Stiftung für deutsch-polnische Zusammenarbeit, die Deutsch-Polnische Wissenschaftsstiftung und den Deutschen Akademischen Austauschdienst gefördert.
Das Zentrum pflegt zahlreiche Kontakte zu Wissenschaftlern sowie inner- und außeruniversitären Forschungseinrichtungen in Polen und in Ländern, die durch Geschichte und Gegenwart eng mit Polen verbunden sind. Auf institutioneller Ebene zählen hierzu:
- Adam-Mickiewicz-Universität Posen
- Jagiellonen-Universität
- Universität Warschau
- Deutsches Polen-Institut
- Polnische Akademie der Wissenschaften
- Leibniz-Institut für Geschichte und Kultur des östlichen Europa
- Zentrum für Historische Forschung Berlin
- Zentrum für Interdisziplinäre Polenstudien der Europa-Universität Viadrina Frankfurt (Oder)[6]
- Polnisches Institut Berlin[7]